# Lobato
Lobato este un oraș în Paraná (PR), Brazilia.